# Linces de Tlaxcala
El Linces de Tlaxcala fue un equipo de fútbol de México, que jugó como local en la ciudad de Tlaxcala en la Tercera División de México.

## Trayectoria
En su Primera Campaña termina como 2º Lugar con 10 victorias, 2 empates y 2 derrotas. y así clasificando por 1ª vez a la Liguilla, así, fue venciendo a Rivales como a Union de Curtidores en Cuartos, a Murciélagos en semifinales. 
En la Final de ida, perdieron 3-1 ante Loros, en el de vuelta, logran una hazaña, remontan un 3-1, Linces de Tlaxcala lo hizo. El cuadro dirigido por Miguel Ángel Gómez ganó 2-0 en tiempo reglamentario para un 3-3 en ambos juegos o que provocó que la final de la Liga Premier de la Segunda División se fuera a tiempos extras y posteriormente a penales
donde el equipo local fue mejor al fallar uno solo de sus nueve tiros para un 8-7 y un global de 11-10.
Dramático resultó el partido porque Linces tenía la obligación de meter dos goles como mínimo y lo hizo. Primero Omar Cruz al 42 y luego Jonathan Vazquez Perez al 79 para empatar en el global 3-3 con Loros y provocar el desenlace no apto para cardiacos.
Porque si bien es cierto que Linces puso alma y corazón durante todo el partido, Loros trató de jugar con el marcador de 3-1 del primer partido, pero esta vez Juan Carlos Martínez, su goleador, tuvo por lo menos tres ocasiones de gol y no pudo definir por lo que dejó abierta la posibilidad para el rival.
El cuadro de la Universidad de Colima dio la impresión de estar peleado con el gol porque a pesar de llegar con claridad nunca pudo dar el pase definitivo a la red.
El Estadio Tlahuicole, se convirtió en una sede del manicomio, los cerca de cinco mil aficionados impulsaron con todo a los Linces que dieron muestra de tener hambre de triunfo, pero sobre todo de buen fútbol. Dieter Villalpando fue el hombre orquesta, Omar Cruz como punta de lanza y una defensiva bien plantada, además de tener la tranquilidad para buscar los espacios y los goles que requería y lo más importante, lo hizo. Luego del 3-3 global del partido, el encuentro entró en los tiempos reglamentarios donde ninguno de los dos equipos pudo mover ya el marcador por lo que debió resolverse desde el manchón penal quien era el campeón.
Por Loros falló Juan Carlos Martínez y Martín Baruc Orozco, mientras que por Linces sólo falló Heriberto Olvera. Dramático porque el cotejo debió irse a muerte súbita luego de que en los primeros cinco penales cada equipo falló uno y fue hasta tres penales más cuando pudo encontrarse al campeón.
Digna final donde los dos equipos dieron muestra de su potencial, de su buen fútbol y sobre todo de algunas individualidades que bien pueden jugar en el máximo circuito, sólo a la espera de una oportunidad. llegando a los Penales, y con una victoria de 8-7 por via Penales, Los Linces se coronan en su Primer Torneo. y así teniendo Medio Boleto rumbo al Ascenso MX.
Para el Apertura 2014, el plantel original de Linces se mudó a Acapulco, reformando Internacional de Acapulco F.C, pero no se quedaron sin franquicia, porque Águilas Reales de Zacatecas cedió sus derechos, y junto con el ascendido Tuzos Pachuca mudaron su franquicia a la ciudad de Tlaxcala, para formar el Tlaxcala Fútbol Club. Este equipo es totalmente distinto a Linces.

## Palmarés

### Torneos nacionales
- Segunda División de México (1): Apertura 2013.